# Catoblepia hewitsoni
Catoblepia hewitsoni är en fjärilsart som beskrevs av Rothschild 1932. Catoblepia hewitsoni ingår i släktet Catoblepia och familjen praktfjärilar. Inga underarter finns listade i Catalogue of Life.